# 諾爾河
諾爾河是愛爾蘭的一條河流，位於愛爾蘭的東南部。諾爾河與巴羅河、舒爾河共同構成著名的三姊妹河。
諾爾河發源自蒂珀雷里郡的布盧姆山脈，流向大致朝向東南，經過基爾肯尼、湯瑪斯敦等城鎮，在紐羅斯北端匯入巴羅河。